# Ktiš
Obec Ktiš (německy Tisch) se nachází v okrese Prachatice, kraj Jihočeský. Žije zde 470 obyvatel.

## Historie
První písemná zmínka o obci pochází z roku 1310, kdy je zde připomínána plebánie. V roce 1420 byla Oldřichem z Rožmberka připojena k českokrumlovskému panství. Od konce třicetileté války zde bylo usídleno německé obyvatelstvo, jak dosvědčuje také vzhled některých stavení na návsi s typicky německou, resp. rakouskou architekturou. Na konci 18. století působil v tomto německém prostředí český obrozenecký básník a překladatel Antonín Jaroslav Puchmajer jako kaplan a posléze farář. V letech 1938 až 1945 bylo území obce v důsledku uzavření Mnichovské dohody přičleněno k nacistickému Německu. Po 2. světové válce zanikly osady Křížovice, Ktiška, Mackova Lhota, Ostrá Hora, Rovence, Sádlno a Stará Huť.

## Přírodní poměry
Mezi Ktiší a Smědčí (800 m od Ktiše) se nachází jediné ložisko granátických migmatitů v Evropské unii. V lomu se těžilo v 90. letech 20. století, pak však těžba ustala. V roce 2010 si firma Garnet Group nechala zpracovat studii, podle níž má ložisko 817 tisíc m³ zásob a plocha dobývacího prostoru umožňuje vytěžit 470 tisíc m³. Při roční těžbě 50 tisíc t by životnost ložiska byla 27 let. Nerost, který se používá v průmyslu jako brusivo, by se na místě nahrubo nadrtil a odvezl k dalšímu zpracování. O povolení těžby měli rozhodovat obyvatelé Ktiše v referendu v roce 2011. Dne 12. prosince 2012 pak bylo správní řízení o povolení hornické činnosti v dobývacím prostoru Ktiš zastaveno. V okolí Ktiše se vyskytuje přísně chráněný tis červený (Taxus baccata), který lze spatřit i v obci samotné pod hřbitovem.

### Přírodní rezervace
- Hadce u Dobročkova
- Miletínky

### Přírodní památka
- Dobročkovské hadce
- Seznam památných stromů v okrese Prachatice

## Hospodářství
V Ktiši se nachází datacentrum společnosti FORPSI. Budova má kapacitu přes 5000 fyzických serverů a je postavena z armovaného betonu. Datacentrum je možné po rezervaci navštívit.

## Pamětihodnosti
- Kostel svatého Bartoloměje. Původně gotický, barokně přestavěn a rozšířen v letech 1687–1692 G. Canevallem, horní část věže upravena pseudogoticky.[5]
- Kaplička směrem na Smědeč
- Kaplička na návsi
- na úbočí Ktišské hory se nachází kaple Dobrá voda s Křížovou cestou

## Části obce
- Ktiš (k. ú. Ktiš)
- Březovík (k. ú. Dobročkov a Březovík 2)
- Dobročkov (k. ú. Dobročkov)
- Ktiš-Pila (k. ú. Ktiš)
- Miletínky (k. ú. Křížovice u Ktiše)
- Smědeč (k. ú. Smědeč)
- Smědeček (k. ú. Smědeč)
- Tisovka (k. ú. Křížovice u Ktiše)
- Třebovice (k. ú. Březovík 1)

V letech 1953–1959 k obci patřil i Markov.